# Basicerotinis
Els basicerotinis (Basicerotini) són una antiga tribu de formigues de la subfamília dels mirmicinins (Myrmicinae), avui considerada un sinònim de la tribu Attini.

## Taxonomia
La tribu Basicerotini estava formada pels següents gèneres, avui inclosos a la tribu Attini:
- Basiceros Schulz, 1906
- Eurhopalothrix Brown i Kempf, 1961
- Octostruma Forel, 1912
- Protalaridris Brown, 1980
- Rhopalothrix Mayr, 1870
- Talaridris Weber, 1941